# Einde van de Tweede Wereldoorlog in Europa

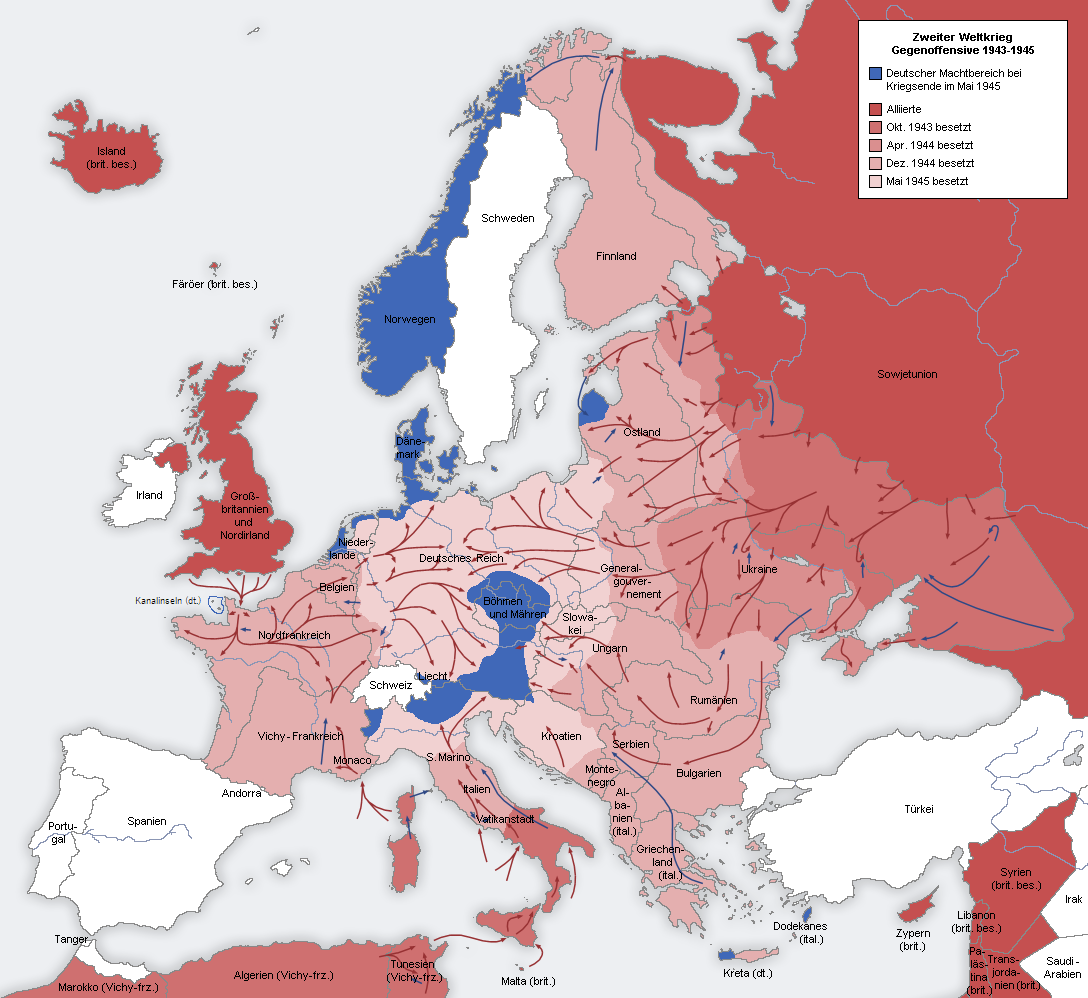
In blauw de nog in Duitse handen zijnde gebieden bij de capitulatie van alle Duitse troepen, mei 1945

Het einde van de Tweede Wereldoorlog in Europa en de Duitse overgave vonden in het voorjaar van 1945 plaats.

## Chronologisch verloop van de overgave

### 25 april 1945:Elbe Day
Op 25 april maakten het Rode Leger en troepen van de Verenigde Staten aansluiting met elkaar. Duitsland werd daarbij in tweeën gesneden. De eerste eenheden die met elkaar aan de rivier de Elbe contact maakten, waren de 69e infanteriedivisie van het Amerikaanse 1e leger en de 58e Sovjet-wachtdivisie van het 5e Wachtleger bij Torgau. Het eerste contact werd waarschijnlijk gemaakt door een Amerikaanse patrouille met de scout (verkenner) Joe Polowsky die de Elbe overstak bij Strehla.
Beseffend dat dit een historische gebeurtenis betrof werd er afgesproken in Torgau, zo'n 20 km verderop, waar deze voortzetting werd geproclameerd als de officiële ontmoeting. Twee dagen later werd deze daar ook nog eens nagespeeld met filmcamera's en verslaggevers op locatie. Het beeld van de lachende soldaten die elkaar de hand drukten werd een sterk iconisch beeld voor V-E-Day (Victory in Europe), het einde van de oorlog in Europa. (De strijd in Azië ging nog enkele maanden door tot de latere Japanse capitulatie in augustus 1945.)
Deze historische datum wordt ook wel Elbe Day genoemd. Monumenten te Torgau, Lorenzkirch en Bad Liebenwerda herdenken de eerste ontmoetingen tussen Amerikaanse en Sovjettroepen. In de Verenigde Staten verwijst een "Spirit of the Elbe" -plaquette op de nationale militaire begraafplaats Arlington National Cemetery naar deze dag.
Joe Polowsky, de verkenner die bij Strehla de Elbe overstak werd na de oorlog vredesactivist. Hij riep de nieuw opgerichte Verenigde Naties op om 25 april in te stellen als World Peace Day (Wereldvredesdag). De afwijzing van zijn voorstel ontmoedigde hem niet en hij bleef doorgaan met actievoeren tijdens de Koude Oorlog. Tijdens het McCarthy-tijdperk werden zijn opvattingen in eigen land als on-Amerikaans gebrandmerkt, maar hij werd door communistische leiders uitgenodigd in Moskou en de DDR. Uiteindelijk zou hij na zijn overlijden in 1983 op zijn wens te Torgau worden begraven.

### 30 april 1945
Op 30 april pleegde Adolf Hitler zelfmoord in zijn Führerbunker te Berlijn, samen met Eva Braun, zijn minnares sinds lange tijd, die enkele uren eerder met hem trouwde. In zijn laatste testament benoemde Hitler zijn opvolgers Karl Dönitz als nieuwe Reichspräsident en Joseph Goebbels als nieuwe Reichskanzler. Goebbels pleegde de dag erna zelfmoord, Dönitz daarmee alleen achterlatend om de onderhandelingen voor de overgave te orkestreren. Dönitz benoemde daarop Lutz Schwerin von Krosigk tot Leitender Minister (de facto Rijkskanselier) van het Kabinet-Schwerin.

### 1 mei 1945
Op 1 mei beval SS-generaal Karl Wolff - die zijn eigenmachtige, nog niet Door Dönitz geautoriseerde onderhandelingen met de geallieerden had hervat - samen met hoofdcommandant van het tiende Duitse leger generaal Heinrich von Vietinghoff, alle Duitse bewapende strijdkrachten in Italië de vijandelijkheden te staken. Wolff tekende een document van overgave dat inhield dat alle Duitse strijdkrachten in Italië zich onvoorwaardelijk moesten overgeven aan de geallieerden op 2 mei.

### 2 mei 1945
Op 2 mei eindigde de Slag om Berlijn, toen commandant-generaal Helmuth Weidling de stad overgaf aan het Rode Leger.

### 4 mei 1945

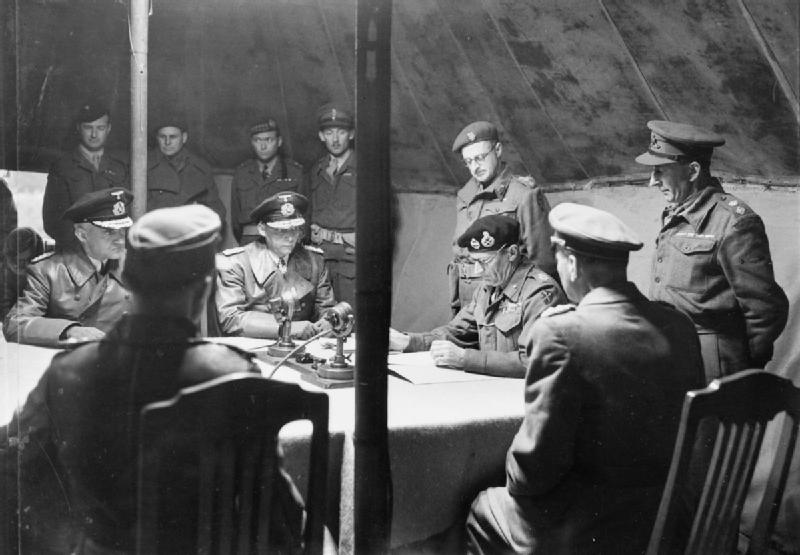
Capitulatie van de Duitse troepen voor veldmaarschalk Montgomery

Op 4 mei accepteerde de Britse veldmaarschalk Bernard Montgomery de onvoorwaardelijke militaire overgave door groot-admiraal Hans-Georg von Friedeburg en generaal Hans Kinzel van alle Duitse strijdkrachten "in Holland, in Noordwest-Duitsland inclusief de Friese eilanden en Helgoland en alle andere eilanden, in Sleeswijk-Holstein en in Denemarken... alle marineschepen in deze gebieden inbegrepen". De ondertekening vond plaats aan de noordrand van de Lüneburger Heide, bij Wendisch Evern. De overgave ging de volgende dag om acht uur 's ochtends in.

### 5 mei 1945
Op 5 mei gaf Dönitz opdracht aan alle onderzeeërs om hun offensieve operaties te beëindigen en naar hun bases terug te keren. Om 14:30 uur gaf generaal Hermann Foertsch alle strijdkrachten tussen de Boheemse bergen en de bovenloop van de rivier de Inn over aan de Amerikaanse generaal Jacob L. Devers, commandant van de zesde Amerikaanse legergroep. Om 16:00 uur nam Johannes Blaskowitz, de Duitse hoofdcommandant in Nederland, in Wageningen, in Hotel De Wereld, van de Canadese generaal Charles Foulkes, een uitwerkingsovereenkomst van de capitulatie in ontvangst; zie Capitulatiebespreking in Wageningen.

### 6 mei 1945

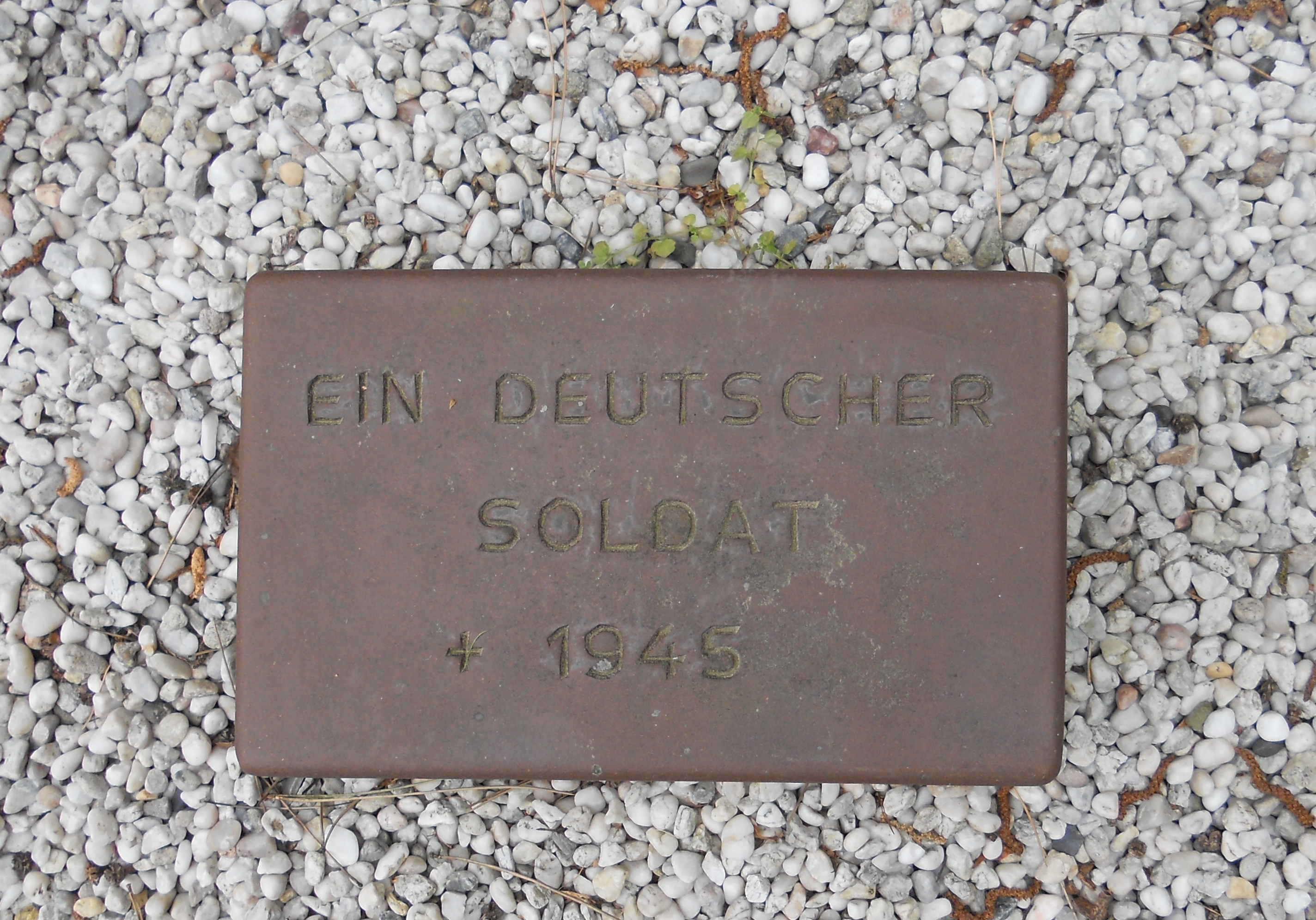
Graf van een onbekende Duitse soldaat, Unkel bij Remagen

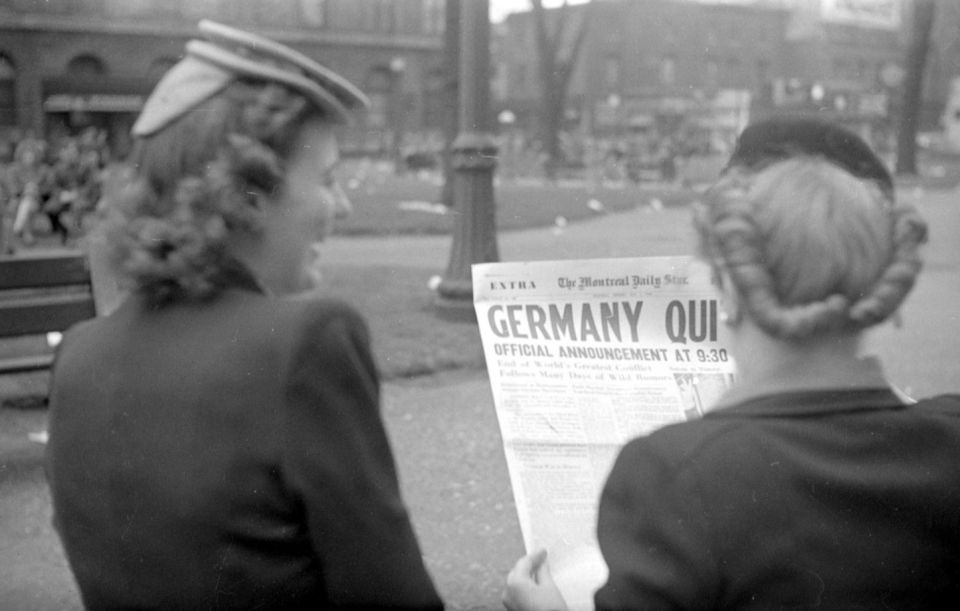
De voorpagina van The Montreal Daily Star aankondiging van de Duitse capitulatie. 7 mei 1945

Op 6 mei om 18:00 uur gaf generaal Hermann Niehoff, commandant van Breslau (een versterkte stad omringd door bergen, die al maanden werd belegerd) zich over aan het Rode Leger. Generaal Alfred Jodl kwam een half uur later te Reims (Frankrijk) aan en bood, instructies van Dönitz opvolgend, alle nog bewapende strijdkrachten aan voor overgave aan de westelijke geallieerden. Dit was precies dezelfde onderhandelingspositie die Von Friedburg innam richting Montgomery en, evenals Montgomery, dreigde de opperbevelhebber van de geallieerde strijdkrachten, generaal Dwight D. Eisenhower, alle onderhandelingen te verbreken, tenzij de Duitsers instemden met een complete onvoorwaardelijke overgave. Jodl stuurde een bericht naar Dönitz, die als nieuwe president zetel hield in Flensburg, hem informerend over Eisenhowers standpunt. Kort na middernacht, stuurde Dönitz, berustend in het onvermijdelijke, een bericht naar Jodl met opdracht tot de volledige en totale overgave van alle Duitse strijdkrachten.

### 7 mei 1945

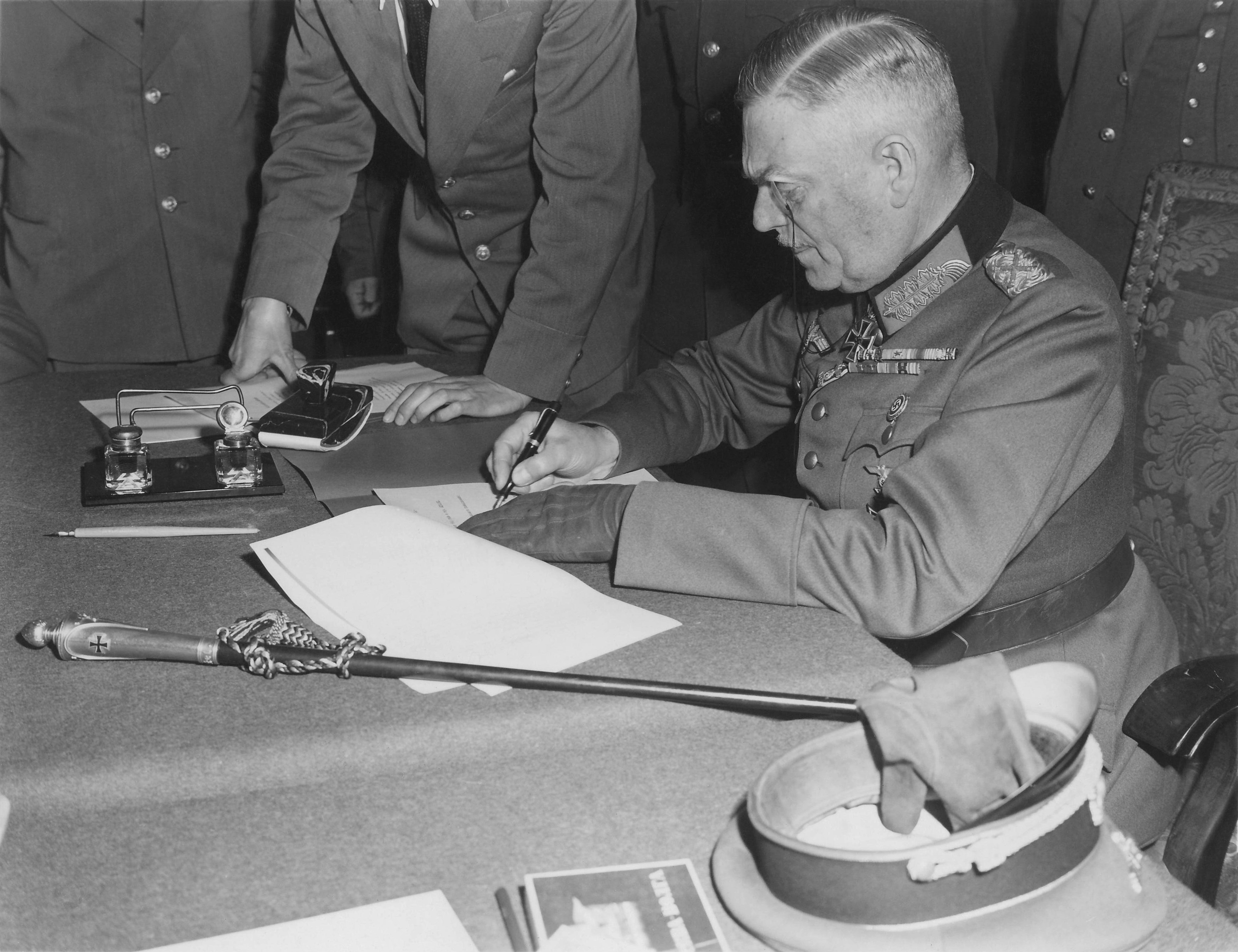
Wilhelm Keitel tekent de Duitse capitulatie aan de Sovjet-Unie in het hoofdkwartier van het Rode leger in Berlijn.

Op 7 mei om 02:41 uur tekende generaal Jodl in Reims de documenten voor onvoorwaardelijke overgave van alle Duitse strijdkrachten aan de geallieerden. Het document bevatte de zin "Alle strijdkrachten onder Duits gezag staken hun actieve operaties om 23:01 uur centraal Europese tijd op 8 mei 1945." De volgende dag, kort voor middernacht, tekenden Duitse vertegenwoordigers onder aanvoering van veldmaarschalk Wilhelm Keitel in Berlijn een gelijksoortig document, expliciet capitulerend aan de Sovjet strijdkrachten in aanwezigheid van generaal Georgi Zjoekov. Nieuws van de overgave bereikte de media in het Westen op 8 mei 1945 en er ontsprongen spontane feesten door geheel Europa. In de Verenigde Staten werden de Amerikanen wakker met het nieuws van de vorige dag en verklaarden zij 8 mei tot V-E-dag. De Duitse militaire overgave was op 9 mei 1945 lokale tijd in Moskou en veel andere Europese landen ten oosten van Duitsland, de jaarlijkse viering, hun dag van overwinning, is daarom op 9 mei.

### 23 mei 1945
Op 23 mei werden de leden van de 'Flensburgregering', die niet werd erkend door de geallieerde mogendheden, gevangengenomen en gearresteerd door Britse strijdkrachten. De Flensburgregering, met Karl Dönitz als staatshoofd, hield hiermee op te bestaan. 
Alhoewel de Duitse strijdkrachten zich onvoorwaardelijk hadden overgegeven, had SHAEF (het commando van het Geallieerde Opperbevel) verzaakt het juiste document te gebruiken, dat opgesteld was door de Europese Advies Commissie en dat niet door een Duitse burgerregering was ondertekend. Dit werd als een zeer essentieel onderdeel beschouwd, omdat de geallieerden niet een toekomstig vijandig Duits regime een juridisch argument wilden geven om een oude vete te doen herleven. In 1918 had de burgerlijke, maar niet militaire, overgave van Duitsland geleid tot de Dolkstootlegende die later door Hitler was geëxploiteerd. Uiteindelijk besloten de geallieerden om Dönitz niet te erkennen als staatshoofd, en een document van vier machten te ondertekenen (daarmee de Geallieerde Controleraad scheppend), dat het volgende inhield:
"De regeringen van de Verenigde Staten van Amerika, de Unie van de Socialistische Sovjet Republieken en het Verenigd Koninkrijk, en de provisorische regering van de Franse republiek, nemen hierbij volledige autoriteit over Duitsland, inclusief alle macht behorende bij de Duitse Regering, het Opperbevel en iedere vorm van bestuur of autoriteit, wereldlijk of lokaal. Het aannemen van genoemde autoriteit en macht, voor de doelen zoals hierboven gesteld, is niet van invloed op de annexatie van Duitsland."

### 5 juli 1945

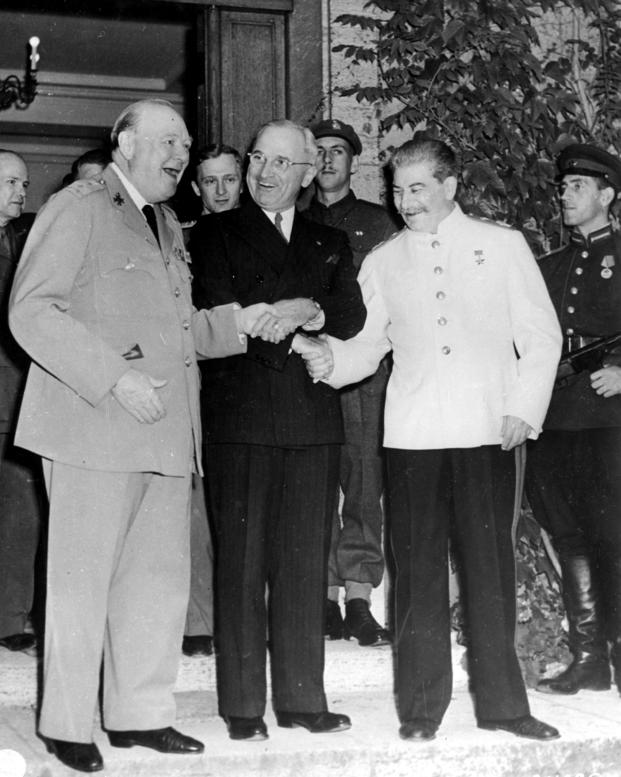
Churchill, Truman en Stalin tijdens de Conferentie van Potsdam

Op 5 juli tekenden de vier grootmachten het document in Berlijn en de de facto situatie werd daarmee bekrachtigd. Tijdens de Conferentie van Potsdam in juli/augustus 1945 bedachten de geallieerden plannen voor een nieuwe naoorlogse Duitse regering, overlegden over territoriale grenzen ten gevolge van de oorlog, droegen op tot demilitarisatie van Duitsland en denazificatie, en maakten afspraken voor herstel na de oorlog.

### 15 augustus 1945
Op 15 augustus nam Keizer Hirohito het besluit om over te gaan tot capitulatie na de Amerikaanse nucleaire aanvallen op Hiroshima (6 augustus) en Nagasaki (9 augustus), en de oorlogsverklaring aan Japan door de Sovjet-Unie, gevolgd door de Russische inval in Mantsjoerije (eveneens 9 augustus). De overgave van Japan op 2 september 1945 betekende het einde van de Tweede Wereldoorlog.
15 augustus 1945 is het officiële einde van de Tweede Wereldoorlog binnen het Koninkrijk der Nederlanden, dat destijds ook Nederlands-Indië omvatte. Ieder jaar wordt onder andere bij het Indisch Monument in Den Haag stil gestaan bij de slachtoffers van de Japanse bezetting van Nederlands-Indië en van de directe gevolgen daarvan. De melati (de Indische jasmijn) wordt ter gelegenheid tevens gedragen als symbool van respect, betrokkenheid en medeleven.

### 4 september 1945
Op 4 september gaf de Duitse commandant Wilhelm Dege zich op Nordaustlandet (Spitsbergen) over aan de kapitein van het Noorse robbenjachtschip Blaasel. Bij de capitulatie van mei 1945 waren de Duitse troepen op Spitsbergen vergeten. Zij bleven weerberichten zenden naar het niet meer opererende Duitse opperbevel. Nadat zij ook de golflengten van de geallieerden gingen gebruiken werden ze opgemerkt. Met de capitulatie van Spitsbergen werd de Tweede Wereldoorlog definitief afgesloten.

### 15 maart 1991
Op 15 maart 1991 hadden de vier grootmachten (Frankrijk, Verenigd Koninkrijk, Verenigde Staten en Sovjet-Unie) en Duitsland het ondertekende document met betrekking tot de vrede met Duitsland en de soevereiniteit van Duitsland allemaal in bezit. Daardoor werd het ook van kracht en was de vrede met deze partijen uiteindelijk een feit. De titel van dit verdrag luidt Verdrag inzake de afsluitende regeling met betrekking tot Duitsland (Vertrag über die abschließende Regelung in Bezug auf Deutschland); het staat ook wel bekend als het Twee-plus-Vier-Verdrag.

### 16 januari 1992
Op 16 januari 1992 werden de verdragen deutsch-polnische Grenzvertrag en deutsch-polnische Nachbarschaftsvertrag van kracht. Deze beide verdragen regelen de grens tussen Polen en Duitsland, en het vreedzaam samen bestaan van beide landen. Na het in werking treden van deze verdragen waren alle conflicten ontstaan door nazi-Duitsland vreedzaam opgelost.

## Concentratiekampen en vluchtelingen

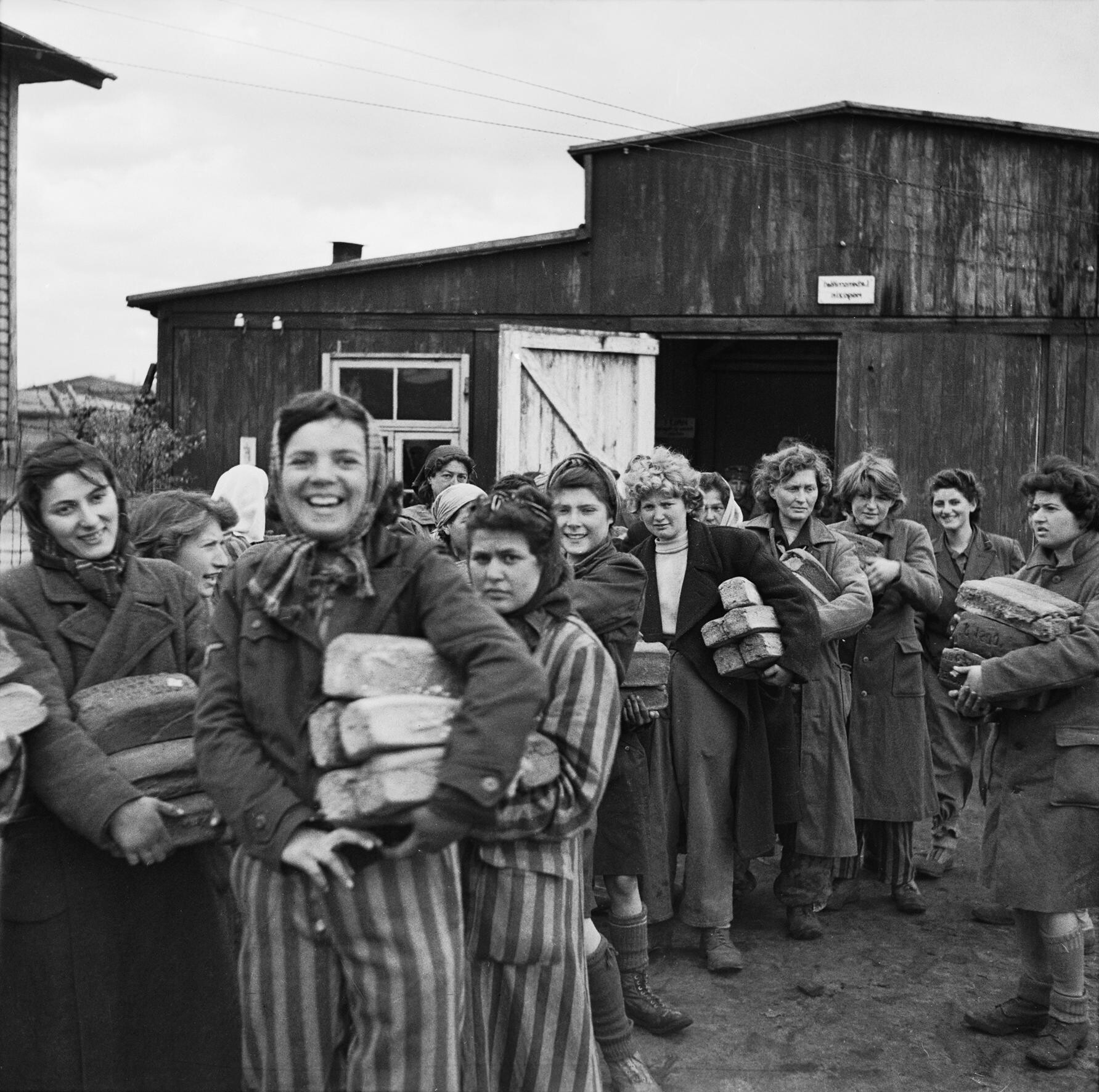
De bevrijding van Bergen-Belsen, april 1945

In de laatste maanden van de oorlog en direct na het einde ervan bevrijdden geallieerde soldaten een aantal concentratiekampen en andere locaties die door de nazi's gebruikt werden om naar schatting tien miljoen mensen op te sluiten en te vernietigen. De grootste groep hiervan vormden Joden (ongeveer de helft volgens de verhoren tijdens de processen van Neurenberg), maar ook Roma, Slaven, homoseksuelen en diverse minderheden en minderbedeelden, alsook verzetsstrijders en politieke vijanden van het naziregime (vooral communisten) behoorden tot de overigen. Het bekendst van deze kampen is het vernietigingskamp Auschwitz, waarin ongeveer twee miljoen gevangenen zijn vermoord. De volkerenmoord door de nazi's, ofwel de Holocaust, werd vermoed op grond van vele aanwijzingen maar de grote schaal waarop en de vorm waarin ze was uitgevoerd, was voor de geallieerden en Sovjets toch verbijsterend.

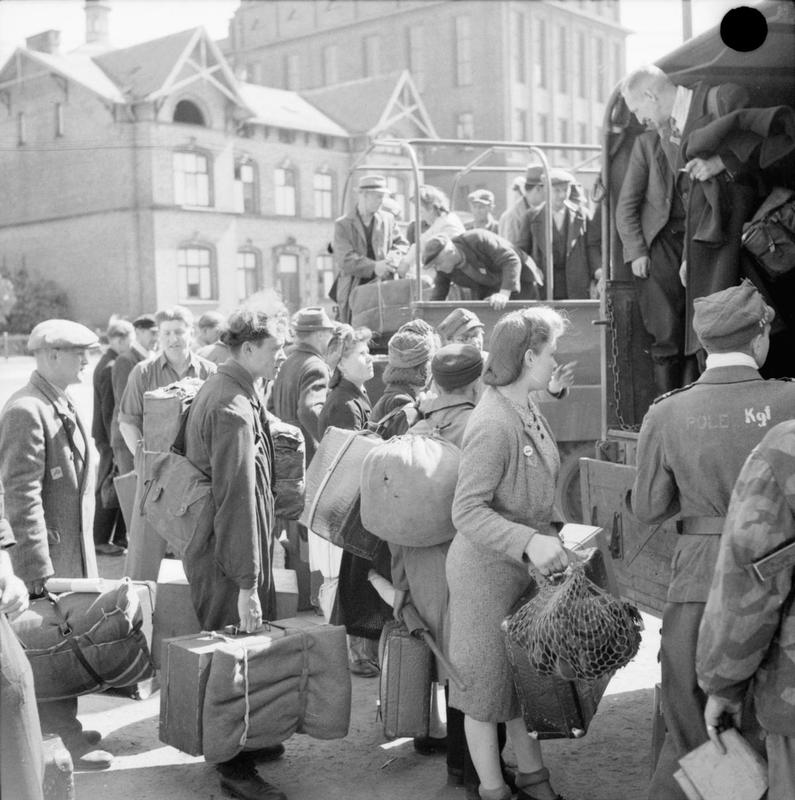
Duitse vluchtelingen

In totaal bevonden zich aan het einde van de oorlog tussen de 6,5 en 12 miljoen burgers buiten hun landsgrenzen. Daarnaast werden 9 miljoen Duitse staatsburgers, nadat hun woongebieden door de Sovjet-Unie en Polen waren geannexeerd, als vreemdelingen gekwalificeerd en uitgewezen. De repatriëring van deze Displaced Persons nam lang in beslag; de meeste ex-concentratiekampbewoners en dwangarbeiders uit Noord-, West, en Zuid-Europa waren in september 1945 weer terug in hun land van herkomst, maar veel ontheemden uit Oost-Europa zijn tot het begin van de jaren vijftig in Displaced Persons-kampen gebleven.

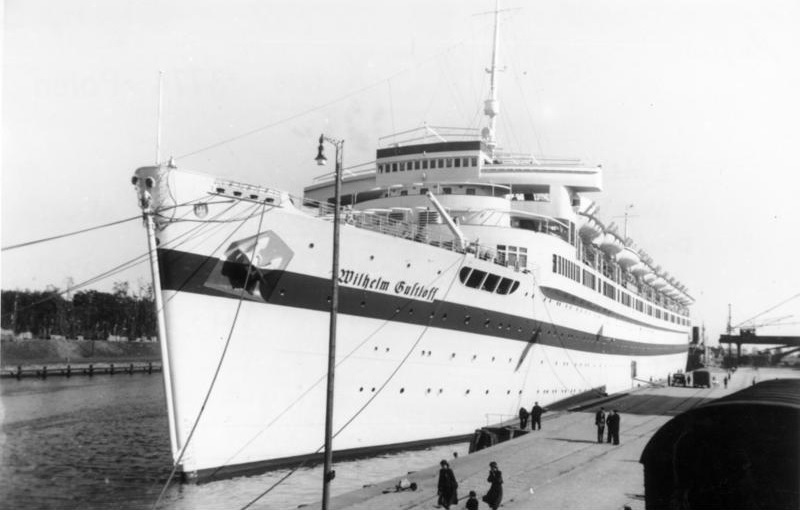
De Wilhelm Gustloff in 1939

Een buiten Duitsland minder bekende verschrikking is die van de miljoenen Duitse vluchtelingen die tijdens en na de oorlog op de vlucht sloegen voor het Rode leger. Vele duizenden Duitse burgers stierven door uitputting, verhongering en door de kou terwijl zij naar het Westen vluchtten. Vluchtelingen vervoerende schepen in de Oostzee werden door Sovjet-onderzeeërs getorpedeerd. Alleen al door het torpederen van de Wilhelm Gustloff kwamen duizenden burgers om. Veel burgers die in handen van de Sovjets vielen omdat ze niet op tijd hadden kunnen vluchten, werden geïnterneerd, vermoord, vernederd, en anderhalf miljoen vrouwen werden verkracht. Duitsers die voor de oorlog in Oost-Europa woonden, in grote enclaves met name in Joegoslavië, Hongarije en Roemenië, en langs de Duitse grenzen - Sudetenland - in het hedendaagse Tsjechië, moesten huis en haard verlaten en werden voor zover ze al niet gevlucht waren, naar het Westen uitgewezen. Na de oorlog werden de drie meest oostelijke Duitse provincies geannexeerd, Oost-Pruisen door de Sovjet-Unie en Polen, en Pommeren en Silezië door Polen. De verdreven bewoners van deze voormalig Duitse gebieden moesten nu gehuisvest worden in het westen van Duitsland, voorlopig in opvangkampen totdat na enkele jaren nieuwe woonwijken konden worden gebouwd.
Ook de bondgenoten van Duitsland moesten het ontgelden. In mei en juni 1945 werden tienduizenden vluchtelingen uit Joegoslavië, de Sovjet-Unie en Hongarije, waaronder vooral leden van Sloveense en Kroatische nationale milities, geïnterneerd in Oostenrijk en overgedragen aan de Sovjets en Joegoslaven. Deze executeerden velen van hen (een voorbeeld is het Bloedbad van Bleiburg). Ook het verslagen Finland en het neutrale Zweden werden onder druk gezet om Baltische vluchtelingen uit te wijzen. Op het eiland Texel geïnterneerde Georgische Sovjet-krijgsgevangen werden eveneens uitgeleverd aan de Sovjet-Unie, waar ze ondanks hun opstand tegen de Duitse kampleiding een strenge bestraffing hebben gekregen, zoals ook de andere Russische soldaten in Duitse krijgsgevangenschap.
Vele burgers werden tijdens en na de bevrijding van de Midden-Europese staten door de Sovjets vermoord of als dwangarbeiders gevorderd; dat laatste betrof met name vele tienduizenden Volksduitsers. Ook enkele honderdduizenden krijgsgevangen genomen Duitse, Hongaarse, Roemeense, Kroatische en Slowaakse dienstplichtigen, die aan het oostfront aan Duitse zijde hadden moeten vechten en milities die dat vrijwillig hadden gedaan, werden geïnterneerd en ingezet voor dwangarbeid om de oorlogsschade te helpen herstellen. Overigens werden door Duitsland als krijgsgevangenen geïnterneerde Sovjetsoldaten niet alleen bevrijd maar onmiddellijk ook in hechtenis genomen omdat het hen verboden was zich krijgsgevangen te laten maken. Velen van hen zouden in de kampen omkomen en de overlevenden keerden pas in de jaren vijftig terug naar huis in de Sovjet-Unie of in hun land van herkomst. De hogere officieren kregen lange gevangenisstraffen of de doodstraf, en met name Oekraïners, Russen en Balten die zich vrijwillig in Duitse dienst hadden begeven, kregen als landverraders de doodstraf of een zwaar kampregime. Joegoslavië bestrafte op gelijke wijze de fascistische Kroatische en Bosnische milities die aan Duitse zijde hadden gevochten en de monarchistische Servische tsjetniks die zich tegen de Joegoslavische partizanen hadden gekeerd.

## Rheinwiesenlager
In de Rheinwiesenlager (letterlijk: Rijnveldkampen), een groep van 19 kampen in het Rijnland, hield het Amerikaanse leger van april tot september 1945 tussen één en twee miljoen gecapituleerde Wehrmacht-soldaten gevangen, in wat niet meer was dan stukken open veld met een omheining van prikkeldraad. De gevangenen werden niet als krijgsgevangenen geclassificeerd; een schending door de geallieerden van de internationale verdragen met betrekking tot de vereiste behandeling van krijgsgevangenen. Door honger, uitdroging en blootstelling aan de weersomstandigheden vielen er duizenden slachtoffers. 

## Verdeling

De Duitse bezettingszones in 1945

In mei 1945 waren de Amerikaanse en Britse troepen opgerukt naar gebieden tot (ver) achter de demarcatielijn die was afgesproken op de conferentie van Jalta. Dit had mede te maken met het feit dat de Duitsers zich heftig tegen de Russen verzetten, maar tegenover de westelijke geallieerden relatief weinig weerstand boden. Zo waren steden als Maagdenburg en Leipzig door de Amerikanen bezet, alsmede geheel Thüringen. Uiteindelijk trokken de Britse en Amerikaanse troepen zich in juli 1945 terug achter de demarcatielijn. President Truman stond erop dat de geallieerden zich aan hun afspraak met Stalin hielden; premier Churchill was tegen maar ging schoorvoetend akkoord. Het betekende voor de Duitse bevolking in deze gebieden dat de naar verhouding coulante Amerikanen vertrokken en de troepen van de minder coulante Sovjet-Unie alsnog het gebied binnentrokken. Dit werd ervaren als een bittere pil. Opgemerkt dient te worden dat Stalin de Westelijke geallieerden waarschijnlijk geen toegang zou hebben gegeven tot Berlijn als zij zich niet aan de afspraak van Jalta zouden hebben gehouden.

### Duitsland

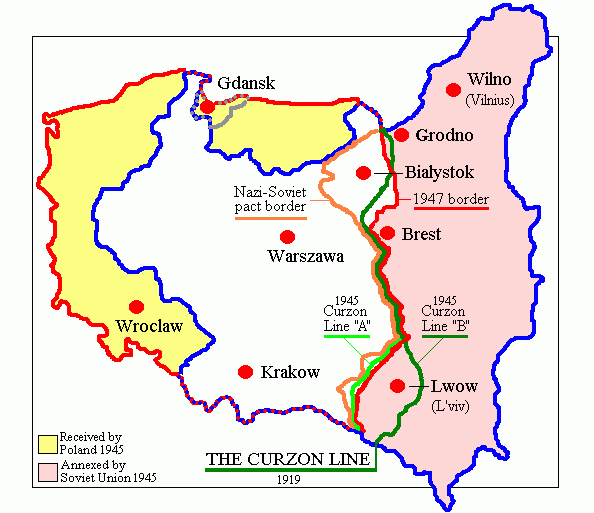
Grenswijzigingen Polen in 1945

Het voormalige Derde Rijk werd verdeeld zoals eerder door de geallieerden overeengekomen. De Duitse provincie Oost-Pruisen werd verdeeld tussen Polen en de Sovjet-Unie. De andere Duitse provincies ten oosten van de rivieren Oder en Lausitzer Neisse werden toebedeeld aan Polen, dat zelf omvangrijke gebieden in het oosten moest afstaan aan de Sovjet-Unie (Litouwse, Oekraïense en Wit-Russische Sovjetrepublieken). Deze herindeling resulteerde in de hardhandige verdrijving van de etnische Duitsers uit deze oostelijke gebieden, leidend tot negen miljoen verdrevenen en tussen de 300.000 en 2,5 miljoen Duitse burgerslachtoffers na het eind van de oorlog in mei, 1945. Het nieuwe, overgebleven Duitsland (het gebied dat tegenwoordig Duits grondgebied is), exclusief Berlijn, werd verdeeld in vier militair bezette zones: een Amerikaanse, Britse, Franse en Sovjetzone.
Terwijl de spanningen opliepen in wat later bekend zou worden als de Koude Oorlog, werden de zones die door de drie westerse geallieerden werden bestuurd in 1949 verenigd om de federatieve Bondsrepubliek Duitsland (in het Duits Bundesrepublik Deutschland, algemeen bekend als West-Duitsland) te vormen en de Sovjet-Unie uit te sluiten. Als antwoord daarop werd de Sovjet-zone later dat jaar de zelfstandige Deutsche Demokratische Republik (DDR) gesticht; buiten Duitsland algemeen bekend als Oost-Duitsland.

### Oostenrijk
Oostenrijk, dat een deel van het Derde Rijk was geworden in 1938 (zie Anschluss), werd net als Duitsland in vier bezettingszones verdeeld. In 1955 tekende Oostenrijk het Oostenrijks Staatsverdrag en werd het land een volledig onafhankelijke soevereine republiek, onder de voorwaarde in de toekomst geheel neutraal te blijven.

### Sudetenland

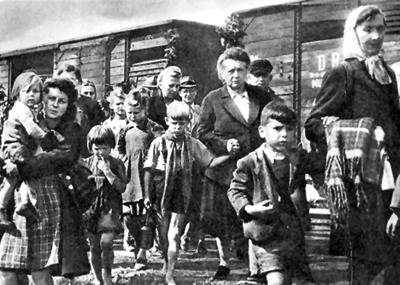
Verdrijving van Duitsers uit Sudetenland

Het Sudetenland, dat aan de vooravond van de Tweede Wereldoorlog door Duitsland was bezet, kwam opnieuw aan Tsjecho-Slowakije. Het werd tot 1949 van Duitsers etnisch gezuiverd en herbevolkt met Tsjechen en Roma. De Tsjecho-Slowaakse regering vaardigde specifieke wetgeving uit ter onteigening van de bezittingen van Sudeten-Duitsers en hun verdrijving: de Benes-decreten. Slechts zij die deels van Tsjechische afstamming waren of aantoonbaar verzet hadden gepleegd mochten blijven. Veelal vertrokken de etnische Duitsers vrijwillig uit de gebieden buiten Duitsland, geïntimideerd door de lokale bevolking.

### Saarland
Het Duitse Saarland kwam in 1947 als Protectoraat Saarland onder Frans bestuur. Op 27 oktober 1956 werd het Saarverdrag gesloten, en per 1 januari 1957 maakte het Saarland deel uit van de Bondsrepubliek.

### Berlijn

De vier bezettingszones van Berlijn

Berlijn, ook verdeeld in vier zones, bleef onder militaire bezetting van formele aard tot 12 september 1990, toen het 'Verdrag inzake de afsluitende regeling met betrekking tot Duitsland' werd getekend door de vier grootmachten en de twee Duitse regeringen. Dit was het laatste vredesverdrag en het herstel van de Duitse soevereiniteit. De Duitse Hereniging vond plaats op 3 oktober van dat jaar, en het herenigde land werd weer volledig soeverein op 15 maart 1991. De Bondsrepubliek Duitsland tekende in hetzelfde jaar een apart verdrag met Polen waarin de Oder-Neissegrens - oorspronkelijk provisorisch van aard en tot dan toe omstreden - bevestigd werd als de officiële grens tussen de twee landen.

## Varia
In de laatste dagen van de opmars door nazi-Duitsland stuitten Amerikaanse troepen tot hun verbazing steeds vaker op zeer jeugdige Duitse soldaten, schooljongens die voor de eindstrijd bleken te zijn gemobiliseerd in de Volkssturm. Deze werden vaak niet tot krijgsgevangenen gemaakt, maar kleinerend met afgeknipte broekspijpen heengezonden, met een bordje om de hals met daarop de tekst "Wij vechten niet tegen kinderen".